# A Short Album About Love
Albums de The Divine Comedy
Casanova
(1996) Fin de siècle
(1998)
A Short Album About Love est le cinquième album de The Divine Comedy, sorti le 10 février 1997 sur le label Setanta Records.

## Historique
Le titre de l'album fait référence au film de Krzysztof Kieślowski, Brève histoire d'amour (Krotki film o milosci).
L'album a été enregistré avec le Brunel Ensemble lors des répétitions pour un concert au Shepherd's Bush Empire. L'album est sorti opportunément le jour de la Saint-Valentin 1997.
Il fait partie des 1001 albums qu'il faut avoir écoutés dans sa vie.

## Liste des titres
Toutes les chansons sont écrites par Neil Hannon.
| No | Titre                                  | Durée |
| -- | -------------------------------------- | ----- |
| 1. | In Pursuit of Happiness                | 3:31  |
| 2. | Everybody Knows (Except You)           | 3:48  |
| 3. | Someone                                | 5:58  |
| 4. | If…                                    | 4:25  |
| 5. | If I Were You (I'd Be Through with Me) | 4:41  |
| 6. | Timewatching                           | 4:42  |
| 7. | I'm All You Need                       | 4:51  |